# Piotr Alojzy Farnese
Piotr Alojzy Farnese, wł. Pier Luigi Farnese (ur. w 1503 w Rzymie, zm. w 10 września 1547 w Piacenzy) – włoski kondotier, książę Parmy i Piacenzy w latach 1545-1547. Syn papieża, Pawła III.

## Życiorys
Był synem papieża, Pawła III i jego metresy, najprawdopodobniej arystokratki o nazwisku Ruffina. W młodości odwrócił się od ojca i sprzymierzył się z jego wrogami – Colonnami i Cesarstwem. Służył w armii Karola V Habsburga i brał udział w Sacco di Roma w 1527 roku, a także w walkach w północnych Włoszech w latach 1528-1529. Po elekcji jego ojca, Pierluigi wstąpił na służbę do Państwa Kościelnego i wkrótce potem, w sierpniu 1535 roku został wysłany z misją dyplomatyczną do swojego dawnego protegowanego – Karola V. Pomimo znakomitych relacji z cesarzem, z powodu impulsywnego charakteru kondotiera, misja ta zakończyła się niepowodzeniem. W następnym roku został mianowany gonfaloniere i dowódcą wojsk papieskich. Ponadto, wiosną 1538, otrzymał we władanie księstwo Castro.
Planem Pawła III było obsadzenie swoimi krewnymi wysokich stanowisk państwowych, zatem postanowił nadać Pierluigiemu Parmę i Piacenzę. Zrobił to wbrew cesarzowi, który chciał by władzę tam objął jego zięć, Ottavio Farnese, a w rzeczywistości stały się lennami Karola V. Syn papieża, zobowiązał się jednak, że on i jego sukcesorzy będą płacić 9000 dukatów rocznie na rzecz Stolicy Apostolskiej i odda Państwu Kościelnemu księstwa Camerino i Nepi. Papież nadał w 1545 władzę w Parmie Pierluigiemu, a Ottavio, w ramach rekompensaty, otrzymał we władanie księstwo Castro.
Zamiarem papieża było także przejęcie władzy w Mediolanie. Doprowadziło to, w 1546 roku, do ostrego konfliktu pomiędzy Piotrem Alojzym Farnese a wicekrólem, Ferrante Gonzagą. Wynikał on nie tylko z wrogości pomiędzy rodami, ale także z niebezpiecznego i autokratycznego stylu rządzenia władcy, sąsiadującej z Mediolanem, Parmy. Gonzaga usiłował namówić cesarza, na wydanie zgody na siłowe usunięcie papieskiego syna, którą otrzymał jednak dopiero 31 maja 1547. 10 września 1547 spiskowcy, wśród których był kondotier, Giovanni Anguissola, wdarli się do cytadeli w Piacenzy i zasztyletowali Pierluigiego. Następnie przejęli twierdzę, a zwłoki Farnese wyrzucili przez okno do rowu.

## Życie prywatne
Jego żoną była Gerolama Orsini, z którą miał pięcioro dzieci: Alessandra, Ottavia, Ranuccia, Orazia i Vittorię.
Mimo posiadania rodziny, znany był z rozwiązłego trybu życia i szybko zyskał reputację "rozpustnika i sodomity". Głośnym echem odbił się jego domniemany gwałt na 24-letnim biskupie Fano Cosimo Gherim w 1537, który zmarł zaledwie kilka miesięcy po wizytacji Piotra Alojzego w Fano. Incydent ten został wykorzystany przez propagandę protestancką do ataków na papieża i jego rodzinę. Choć autentyczność tego incydentu nie jest udowodniona, homoseksualne upodobania Piotra Alojzego nie budzą wątpliwości, podobnie jak to, że były one znane jego ojcu, papieżowi Pawłowi III. W jednym z listów z 1535 papież udzielił mu reprymendy z powodu tego rodzaju praktyk, ale nie wyciągnął żadnych dalszych konsekwencji.